# Nicolás García Uriburu
Nicolás García Uriburu (Buenos Aires, 24 de diciembre de 1937-Buenos Aires, 19 de junio de 2016) fue un artista plástico, arquitecto y medioambientalista argentino.

## Biografía
Fue uno de los nueve hijos de Eduardo García Uriburu Castilla (1901-1976) y María Susana Massini Ezcurra Jolly (1915-2004). Por ser el primogénito, llevó el nombre de su abuelo Nicolás García Uriburu (1858-1932). 
Sus primeras obras consistieron en paisajes abstractos de carácter informalista. Luego se aproximó a la estética pop. Egresado de la Universidad de Buenos Aires, se estableció en París con su esposa, la modelo Blanca Isabel Álvarez de Toledo, madre de su única hija, Azul. 
A partir de 1968 comenzó a desarrollar una serie de intervenciones en la naturaleza, convirtiéndose en uno de los principales referentes del land art. Su pintura tomó la misma dirección que sus acciones. Alcanzó fama internacional en 1968 cuando, durante la Bienal de Venecia, tiñó los canales de Venecia de color verde fosforescente. Comenzó a exponer en 1954. Se dedicó especialmente a la ecología, a la forestación y a la lucha contra la contaminación de los mares. Con su arte, provisto de cierta significación política (Unión de Latinoamérica por los ríos, No a las fronteras políticas), denunció los antagonismos entre la naturaleza y la civilización, y entre el hombre y la civilización.
En 1981, junto al artista alemán Joseph Beuys, colorearon el Rin y plantaron 7000 robles durante la Documenta 7 de Kassel. En 1982 plantó 50 000 árboles en las calles de Buenos Aires, acción que repitió en varias ocasiones. En los años 80 pintó los mitos porteños: Eva Perón, Carlos Gardel y la virgen de Luján. En 1993 presentó Utopía del Sur, una exposición individual, en la galería Ruth Benzacar de Buenos Aires.
Desarrolló, paralelamente a su carrera artística, una importante labor social. Se destacó en la defensa del medio ambiente mediante acciones como las múltiples plantaciones de árboles, tanto aquí como en Europa. Fue miembro fundador del Grupo Bosque, con el cual intervino en las campañas de reforestación de Maldonado, Uruguay, y ha participado en acciones conjuntas con la organización Greenpeace. 
En Buenos Aires, presidió la Fundación que lleva su nombre, dedicada al estudio del arte de los pueblos originarios de América. Fue curador vitalicio del museo que lleva su nombre en la ciudad de Maldonado, Uruguay, en donde se exhibe la colección de Pintura y Escultura Nacional, que el artista ha donado al estado uruguayo.
En 2010 recibió el Premio Carreras Creativas del Centro de Economía de la Creatividad de la Universidad del CEMA.«Es muy difícil realizar una verdadera contribución al arte moderno, que cambie el arte que vemos y la forma en que pensamos sobre ella. También es muy difícil hacer una verdadera contribución a la concientización de problemas sociales como la destrucción del medio ambiente. Cuando alguien hace las dos cosas, con elegancia y humildad, es un logro extraordinario»", dijo entonces David Galenson, profesor de la Universidad de Chicago y director del Centro de Economía de la Creatividad.
Fue nombrado miembro de número de la Academia Nacional de Bellas Artes. Falleció de un infarto en Buenos Aires el 19 de junio de 2016.

## Premios
- 1968, Premio Le Franc, París.
- 1968, Gran Premio Nacional, Buenos Aires.
- 1975, Primer Premio Bienal de Tokio, Tokio.
- 1985, Premio Braque, Buenos Aires.
- 1993, Primer Otium Ecología, Buenos Aires.
- 2000, Premio a la Trayectoria del Fondo Nacional de las Artes, Buenos Aires.[5]
- 2002, Premio Konex de Platino, Buenos Aires.[5]
- 2010, Premio Carreras Creativas, Centro de Economía de la Creatividad, Universidad del CEMA, Buenos Aires.